# Balamber
Balamber – chan Hunów ok. 375 roku.
Zniszczył nadczarnomorskie państwo Ostrogotów (ich król Hermanaryk nie mogąc się obronić popełnił samobójstwo) zapoczątkowując tym samym okres Wędrówek Ludów (375–567).
Wspomniany jedynie przez Jordanesa. Miał zapoczątkować wojnę z Ostrogotami. Nie wiadomo nic pewnego poza jego imieniem. Według jednego z historyków: „Wydaje się czymś rozsądnym założyć, że Balamber nigdy nie istniał; Goci wymyślili go, by wyjaśnić, kto ich podbił”. Denis Sinor uważa, że w najlepszym wypadku Balamber był przywódcą plemienia lub ad hoc utworzonej grupy wojowników.